# Балетска школа Нови Сад
Балетска школа Нови Сад је уметничка школа за основно и средње играчко образовање у Новом Саду, садржи припремне разреде. Налази се у улици Булевар цара Лазара 67.

## Историјат
Године 1947. је у оквиру драмског студија, при Српском народном позоришту, основан балетски одсек, а 1948. и средња балетска школа у трајању од шест година. Оснивачи и први наставници су били Маргарита Дебељак и Милена Поповић Чутуковић. Данас школа ради по веома сличном систему као и тада када је оријентација била на класичном балету и основама Агрипине Ваганове. Прва зграда у којој су се налазили је у Јеврејској улици, а 1950. су се преселили у Католичку порту, у зграду данашњег Културног центра, када су се спојили са Позоришном школом 30. децембра 1950. у Државну позоришну школу у Новом Саду са два одсека – драмски и балетски. Дужина школовања се повећавала са шест на осам. Године 1959. престаје да постоји одсек за глуму, 1964. школа мења име у Позоришну школу у Новом Саду, а данашњи назив добија 1979. Године 1981. су добили диплому Музичке омладине Новог Сада за предано залагање и изванредне резултате постигнуте у раду музичке и опште културе младих. Дипломе са Југословенског балетског такмичења су добили 1982, 1984, 1986. и 1988. У просторијама Српског народног позоришта су остали до 1984. када су прешли у одговарајући простор преуређене и реновиране зграде. Године 1989. су добили Октобарску награду Новог Сада. Прво истурено одељење основне балетске школе се отвара у Кикинди 2002. Године 2003. се оснива одсек за савремену игру, а годину дана касније и одсек за народну игру. Запослене чине наставници играчких предмета, наставници теорије игре и теорије музике, наставници корепетитори и наставници опште образовних предмета.